# لوك كامبل (ملاكم)
لوك كامبل (بالإنجليزية: Luke Campbell)‏ مواليد 27 سبتمبر 1987 في إيست رايدينج أوف يوركشير، إنجلترا، هو ملاكم بريطاني يصنف ضمن فئة الوزن الخفيف. شارك في دورة الألعاب الأولمبية الصيفية سنة 2012 وحقق الميدالية الذهبية فيها.

## إحصائيات
خاض خلال مسيرته 24 نزالا، فاز في 20 وخسر في 4. فاز بالضربة القاضية في 16 نزالا.

## الميداليات
| الميدالية | المسابقة                       |
| --------- | ------------------------------ |
| ذهبية     | الألعاب الأولمبية الصيفية 2012 |

## وصلات خارجية
- لوك كامبل على موقع بوكس ريك (الإنجليزية) (registration required)
- لوك كامبل على موقع اللجنة الأولمبية الدولية (الإنجليزية)
- لوك كامبل على موقع أوليمبيديا (الإنجليزية)
- لوك كامبل على موقع اللجنة الأولمبية البريطانية (الإنجليزية)

- الموقع الرسمي